# Crinita nigripes
Crinita nigripes är en insektsart som först beskrevs av Boris Petrovich Uvarov 1929.  Crinita nigripes ingår i släktet Crinita och familjen gräshoppor. Inga underarter finns listade i Catalogue of Life.